# Filippa Angeldal
Filippa Angeldal (właśc. Ingrid Filippa Angeldahl; ur. 14 lipca 1997 w Uppsali) – szwedzka piłkarka, występująca na pozycji pomocniczki w angielskim klubie Manchester City W.F.C. oraz w reprezentacji Szwecji. Uczestniczka Mistrzostw Świata 2023 oraz Mistrzostw Europy 2022.

## Statystyki

### Klubowe
Na podstawie:
| Klub                   | Sezonów | Liga                    | Liga  | Liga   | Puchar krajowy | Puchar krajowy | Kontynentalne | Kontynentalne | Suma  | Suma   |
| Klub                   | Sezonów | Liga                    | Mecze | Bramki | Mecze          | Bramki         | Mecze         | Bramki        | Mecze | Bramki |
| ---------------------- | ------- | ----------------------- | ----- | ------ | -------------- | -------------- | ------------- | ------------- | ----- | ------ |
| IK Sirius Fotboll      | 1       | ?                       | 13    | 1      | 0              | 0              | –             | –             | 13    | 1      |
| AIK Fotboll            | 2       | Damallsvenskan          | 36    | 5      | 1              | 1              | –             | –             | 37    | 6      |
| Hammarby IF            | 1       | Damallsvenskan          | 21    | 3      | 0              | 0              | –             | –             | 21    | 3      |
| Linköpings FC          | 2       | Damallsvenskan          | 38    | 10     | 7              | 1              | 6             | 1             | 51    | 12     |
| BK Häcken              | 2       | Damallsvenskan          | 35    | 3      | 6              | 4              | 3             | 2             | 44    | 9      |
| Manchester City W.F.C. | 3       | FA Women’s Super League | 41    | 2      | 24             | 6              | –             | –             | 65    | 8      |
|                        | Łącznie | Łącznie                 | 210   | 27     | 38             | 12             | 9             | 3             | 257   | 42     |

### Reprezentacyjne
Na podstawie:
| Mecze i gole w reprezentacji podczas Mistrzostw Świata 2023 | Mecze i gole w reprezentacji podczas Mistrzostw Świata 2023 | Mecze i gole w reprezentacji podczas Mistrzostw Świata 2023 | Mecze i gole w reprezentacji podczas Mistrzostw Świata 2023 | Mecze i gole w reprezentacji podczas Mistrzostw Świata 2023 | Mecze i gole w reprezentacji podczas Mistrzostw Świata 2023 | Mecze i gole w reprezentacji podczas Mistrzostw Świata 2023 | Mecze i gole w reprezentacji podczas Mistrzostw Świata 2023 |
| Lp.                                                         | Data                                                        | Miasto                                                      | Przeciwnik                                                  | Wynik                                                       | Gole                                                        | Inne                                                        | Faza rozgrywek                                              |
| ----------------------------------------------------------- | ----------------------------------------------------------- | ----------------------------------------------------------- | ----------------------------------------------------------- | ----------------------------------------------------------- | ----------------------------------------------------------- | ----------------------------------------------------------- | ----------------------------------------------------------- |
| 1.                                                          | 23.07.2023                                                  | Wellington                                                  | Południowa Afryka                                           | 2:1 (0:0)                                                   |                                                             |                                                             | Faza grupowa                                                |
| 2.                                                          | 29.07.2023                                                  | Wellington                                                  | Włochy                                                      | 5:0 (3:0)                                                   |                                                             |                                                             | Faza grupowa                                                |
| 3.                                                          | 06.08.2023                                                  | Melbourne                                                   | Stany Zjednoczone                                           | 0:0 (k.5:4)                                                 |                                                             |                                                             | 1/8 finału                                                  |
| 4.                                                          | 11.08.2023                                                  | Auckland                                                    | Japonia                                                     | 2:1 (1:0)                                                   | 51'                                                         |                                                             | Ćwierćfinał                                                 |
| 5.                                                          | 15.08.2023                                                  | Auckland                                                    | Hiszpania                                                   | 1:2 (0:0)                                                   |                                                             |                                                             | Półfinał                                                    |
| 6.                                                          | 20.08.2023                                                  | Brisbane                                                    | Australia                                                   | 2:0 (1:0)                                                   |                                                             |                                                             | Mecz o 3. miejsce                                           |

## Sukcesy
Na podstawie:

### Klubowe
- Mistrzyni Szwecji 2020
- Puchar Szwecji 2020/21
- Puchar Anglii 2021/22

### Reprezentacyjne
- III miejsce na Mistrzostwach Świata 2023
- Wicemistrzyni Olimpijska 2020
- Mistrzyni Europy U-19 2015